# Nathalie Volk

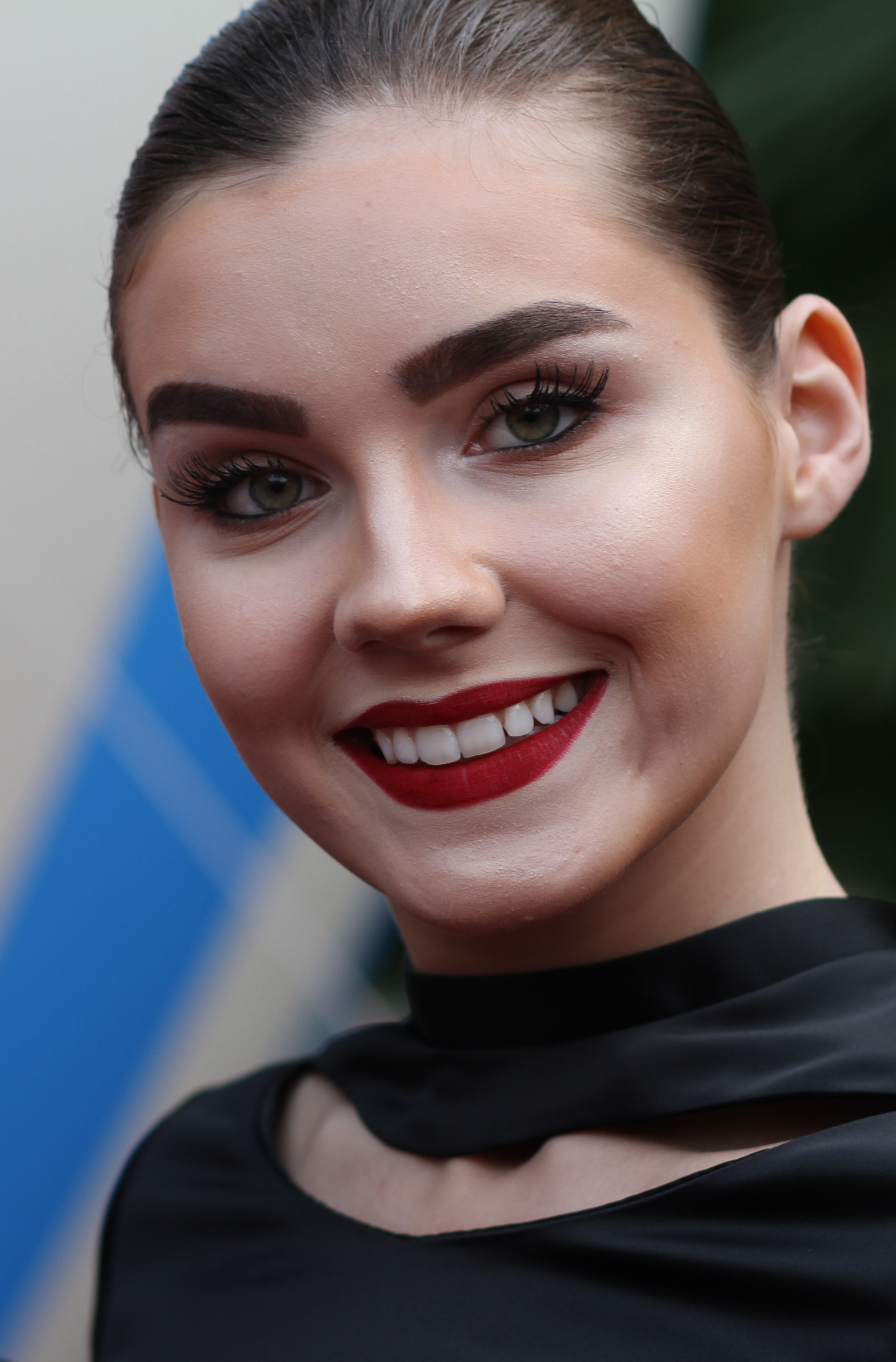
Nathalie Volk (2017)

Nathalie Volk, Künstlername Miranda DiGrande (* 6. Januar 1997 in Nienburg/Weser), ist ein deutsches Model. Sie wurde durch Fernsehauftritte bekannt, insbesondere in der Castingshow Germany’s Next Topmodel und der Reality-Show Ich bin ein Star – Holt mich hier raus!.

## Biografie
Nathalie Volk ist die Tochter eines Unternehmers und einer aus Russland stammenden Mathematikerin, die als Lehrerin an einem Gymnasium in Niedersachsen tätig war. Sie wuchs mit ihrem zwei Jahre älteren Bruder in Nienburg auf. Ihr Bruder arbeitet mittlerweile als Jurist in Dubai. Ihre Grundschulzeit verbrachte sie in ihrer Geburtsstadt Nienburg/Weser, anschließend besuchte sie kurz das Gymnasium Soltau, das sie vor dem Eintritt in die Oberstufe verließ.
2014 nahm Volk als Schülerin an der 9. Staffel von Germany’s Next Topmodel teil und schaffte es bis in das Halbfinale. Anschließend modelte sie in Italien, Deutschland, der Schweiz, Indien und Südkorea. Ihre Bekanntheit steigerte Volk insbesondere durch die Teilnahme an der Fernsehsendung Ich bin ein Star – Holt mich hier raus! im Januar 2016.
Es folgten weitere Fernsehshows wie Goodbye Deutschland, The Story of My Life bei VOX sowie ihre eigene Sendung Nathalies Welt beim regionalen Sender Hamburg 1.
2015 lernte Volk den Medienunternehmer Frank Otto kennen und verlobte sich im März 2018 mit ihm. Ende November 2020 gab sie die Trennung von Otto bekannt. Danach war sie mit dem Hells-Angels-Rocker Timur Akbulut zusammen. Seit März 2022 sind Volk und Otto wieder zusammen und führen seitdem eine Fernbeziehung.
Im Jahr 2018 begann Volk ein Schauspielstudium in New York, USA. 2023 zog sie nach Australien, um dort – nach Aussage von Frank Otto – ein Medizinstudium zu absolvieren.
Im Oktober 2020 nahm sie den Künstlernamen Miranda DiGrande an, der laut eigener Aussage bereits seit 2017 ihr Bühnenname ist. Mit ihrer DiGrande Foundation unterstützt Volk kranke Kinder.
Im September 2023 veröffentlichte Volk im Alter von 26 Jahren ihre Autobiografie mit dem Titel In meinen eigenen Worten: Ein Tag ohne Lügen.

## Veröffentlichungen
- In Meinen Eigenen Worten: Ein Tag Ohne Lügen. AK Networking & Verlag, Grünwald 2023, ISBN 978-3-948606-07-7

## Fernsehsendungen
- 2014: Germany’s Next Topmodel
- 2016: Ich bin ein Star – Holt mich hier raus!
- 2016: Das perfekte Promi-Dinner
- 2016: Nathalies Welt
- 2016: Sat.1-Frühstücksfernsehen
- 2016: DAS!
- 2017: Goodbye Deutschland
- 2017: Story of My Life
- 2017: Markus Lanz
- 2017: 3nach9
- 2017: Mensch Gottschalk
- 2018, 2021: Nachtcafé